# راي غريني (سياسي)
راي غريني (بالإنجليزية: Ray Greene) هو محامي وسياسي أمريكي، ولد في 2 فبراير 1765 في وارويك في الولايات المتحدة، وتوفي بنفس المكان في 11 يناير 1849. نشط حزبياً في الحزب الفيدرالي الأمريكي. وقد انتخب عضو مجلس الشيوخ الأمريكي.